# Arnold Orville Beckman
Arnold Orville Beckman (10 de abril de 1900 - 18 de mayo de 2004) fue un químico, inventor, inversor y filántropo estadounidense. Mientras era profesor en el Instituto de Tecnología de California, fundó Beckman Instruments basándose en su invención en 1934 del medidor de pH, un dispositivo para medir la acidez (y la alcalinidad), que más tarde se consideró que había "revolucionado el estudio de la química y la biología". También desarrolló el espectrofotómetro DU, "probablemente el instrumento más importante jamás desarrollado para el avance de la biociencia". Beckman financió el Shockley Semiconductor Laboratory, la primera empresa de transistores de silicio en California, dando origen así a Silicon Valley. Después de jubilarse, él y su esposa Mabel (1900-1989) se contaron entre los principales filántropos de Estados Unidos.

## Primeros años de vida

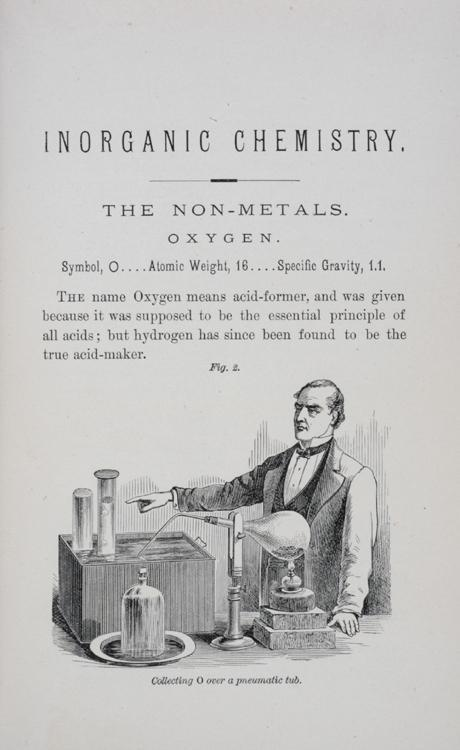
Catorce semanas en química (p.27 mostrada) inspiraron a Beckman a la edad de 9 años.

Beckman nació en Cullom, Illinois, un pueblo de unos 500 habitantes en una comunidad agrícola. Era el hijo menor de George Beckman, herrero, y de su segunda esposa, Elizabeth Ellen Jewkes.:5 Desde muy pequeño sintió curiosidad por el mundo. Cuando tenía nueve años, Beckman encontró un viejo libro de química, Catorce semanas de química, de Joel Dorman Steele, y empezó a probar los experimentos: 9 Su padre fomentó sus intereses científicos permitiéndole convertir un cobertizo de herramientas en un laboratorio.
La madre de Beckman, Elizabeth, murió de diabetes en 1912. El padre de Beckman vendió su herrería y se convirtió en vendedor ambulante de herramientas y materiales de herrería. Se contrató a un ama de llaves, Hattie Lange, para cuidar de los hijos de Beckman. Arnold Beckman ganaba dinero como "pianista de prácticas" con una banda local, y como "probador oficial de nata" manejando una centrifugadora para una tienda local. : 12–13 
En 1914, la familia Beckman se mudó a Normal, ubicada justo al norte de Bloomington, Illinois, para que los jóvenes Beckman pudieran asistir a la University High School en Normal, una "escuela laboratorio" asociada con la Universidad Estatal de Illinois . : 16 En 1915 se trasladaron a la propia Bloomington, : 17–18 pero continuó asistiendo a la University High, donde Arnold Beckman obtuvo permiso para tomar clases de nivel universitario del profesor de química Howard W. Adams. : 17–18 Cuando aún estaba en la escuela secundaria, Arnold inició su propio negocio, "Bloomington Research Laboratories", haciendo química analítica para la compañía de gas local. : 21–22 También actuó por las noches como pianista de cine y tocó con bandas de baile locales. : 24–25 Se graduó como el mejor estudiante de su promoción, con un promedio de 89,41 en cuatro años, el más alto alcanzado. : 27 
A principios de 1918, Beckman pudo dejar la escuela unos meses antes para contribuir al esfuerzo de la Primera Guerra Mundial trabajando como químico. En Keystone Steel and Iron tomó muestras de hierro fundido y las analizó para comprobar si la composición química de carbono, azufre, manganeso y fósforo era adecuada para acero de colada. : 26 
Cuando Beckman cumplió 18 años en agosto de 1918, se alistó en la Infantería de Marina de los Estados Unidos . Después de tres meses en el campo de entrenamiento marino en Parris Island, Carolina del Sur, : 31 fue enviado al Brooklyn Navy Yard, para tránsito hacia la guerra en Europa. Debido a un retraso en el tren, otra unidad embarcó en lugar de la unidad de Beckman. Luego, contado en grupos en el cuartel, Beckman evitó ser enviado a Rusia por un espacio en la fila. : 32 En cambio, Arnold pasó el Día de Acción de Gracias en el YMCA local, donde conoció a Mabel Stone Meinzer, de 17 años, que estaba ayudando a servir la comida. Mabel se convertiría en su esposa. : 33 Unos días más tarde se firmó el armisticio que puso fin a la guerra.

## Educación universitaria
Beckman asistió a la Universidad de Illinois Urbana-Champaign a partir del otoño de 1918. Durante su primer año, trabajó con Carl Shipp Marvel en la síntesis de compuestos orgánicos de mercurio, pero ambos enfermaron por la exposición al mercurio tóxico. : 42 Como resultado, Beckman cambió su especialidad de química orgánica a química física, donde trabajó con Worth Rodebush, TA White y Gerhard Dietrichson. : 50–51 Obtuvo su licenciatura en ingeniería química en 1922 y su maestría en química física en 1923. Para su maestría estudió la termodinámica de soluciones acuosas de amoníaco, un tema que le presentó TA White. : 55 
Poco después de llegar a la Universidad de Illinois, Beckman se unió a la fraternidad Delta Upsilon . : 55 Fue iniciado en el capítulo Zeta de Alpha Chi Sigma, la fraternidad de química, en 1921 y en la Fraternidad Científica de Graduados Gamma Alpha en diciembre de 1922. 
Beckman decidió ir al Instituto de Tecnología de California (Caltech) para realizar su doctorado. Permaneció allí durante un año, antes de regresar a Nueva York para estar cerca de su prometida, Mabel, que trabajaba como secretaria de Equitable Life Assurance Society . Encontró un trabajo en el departamento de ingeniería de Western Electric, el precursor de los Laboratorios Bell Telephone . Trabajando con Walter A. Shewhart, : 61 Beckman desarrolló programas de control de calidad para la fabricación de tubos de vacío y aprendió sobre diseño de circuitos. Fue aquí donde Beckman descubrió su interés por  la electrónica.

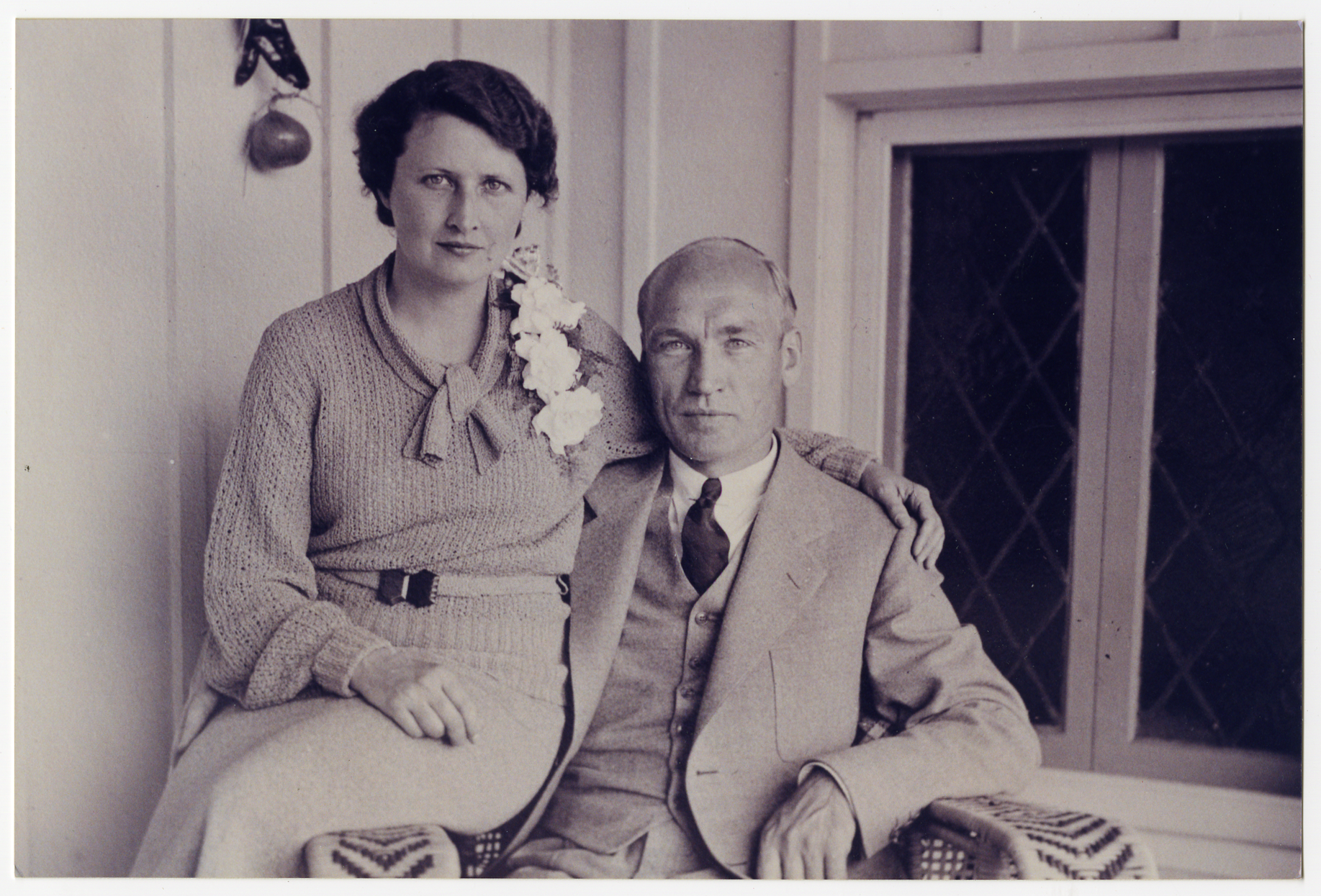
Mabel y Arnold Beckman

Beckman se casó con Mabel el 10 de junio de 1925: 68 En 1926, la pareja regresó a California y Beckman reanudó sus estudios en el Caltech. Se interesó por la fotólisis ultravioleta y trabajó con su asesor doctoral, Roscoe G. Dickinson, en un instrumento para determinar la energía de la luz ultravioleta. Funcionaba haciendo incidir la luz ultravioleta sobre un termopar, convirtiendo el calor incidente en electricidad, que accionaba un galvanómetro. Tras obtener el doctorado en fotoquímica en 1928 por esta aplicación de la teoría cuántica a las reacciones químicas, Beckman fue invitado a permanecer en Caltech como instructor y luego como profesor. Linus Pauling, otro de los estudiantes graduados de Roscoe G. Dickinson, también fue invitado a quedarse en Caltech.: 99
En 1933, Beckman y su familia construyeron una casa en Altadena, California, en las colinas y adyacente a Pasadena. Vivieron en Altadena más de 27 años, criando a su familia.

## Docencia y consultoría en Caltech

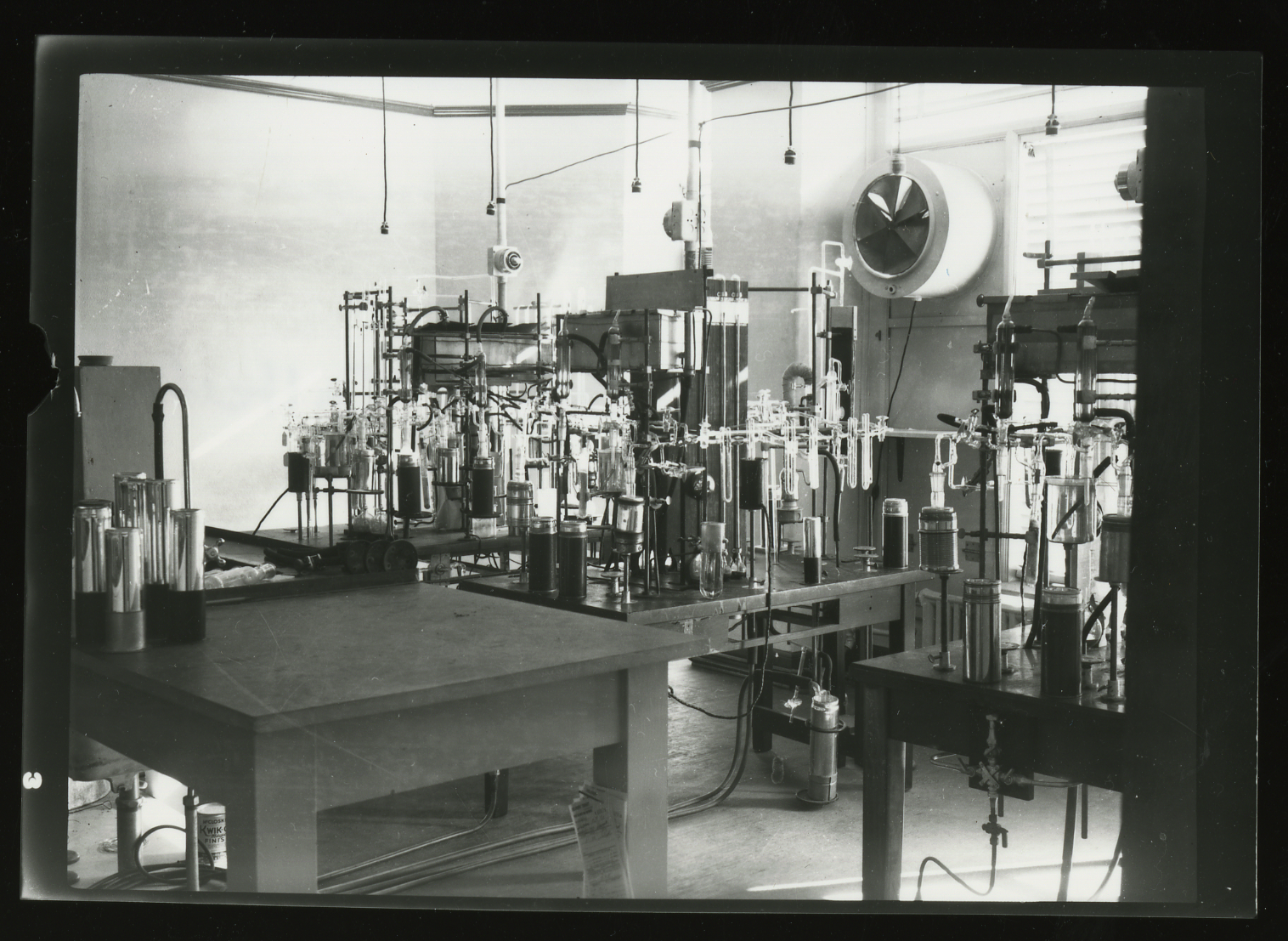
El laboratorio de Arnold Beckman en Caltech

Durante su estancia en Caltech, Beckman se dedicó activamente a la enseñanza, tanto a nivel introductorio como de postgrado avanzado. Beckman compartió su experiencia en soplado de vidrio impartiendo clases en el taller mecánico. También impartió clases de diseño y uso de instrumentos de investigación. : 96–99 El interés de Beckman por la electrónica le hizo muy popular en el departamento de química de Caltech, ya que era muy hábil en la construcción de instrumentos de medida.
Durante el tiempo que estuvo en Caltech, el enfoque del departamento se movió cada vez más hacia la ciencia pura y se alejó de la ingeniería química y la química aplicada. Arthur Amos Noyes, jefe de la división de química, animó tanto a Beckman como al ingeniero químico William Lacey a estar en contacto con ingenieros y químicos del mundo real, y Robert Andrews Millikan, presidente de Caltech, remitió a Beckman preguntas técnicas del gobierno y las empresas. : 98–101 Con su bendición, Beckman comenzó a aceptar trabajos externos como consultor científico y técnico. También actuó como perito científico en juicios.

## National Inking Appliance Company

Sitio original de la National Inking Appliance Company, más tarde National Technical Laboratories

En 1934, Millikan remitió a I. H. Lyons, de la National Postal Meter Company, a Arnold Beckman. Lyons quería una tinta que no se obstruyera para poder imprimir el franqueo con máquinas, en lugar de que los empleados tuvieran que lamer los sellos. La solución de Beckman fue fabricar tinta con ácido butírico, una sustancia maloliente. Debido a este ingrediente, ningún fabricante quiso fabricarla. Beckman decidió fabricarla él mismo. Puso en marcha la National Inking Appliance Company, consiguiendo espacio en un garaje propiedad del fabricante de instrumentos Fred Henson y contratando a dos estudiantes de Caltech, Robert Barton y Henry Fracker. Beckman desarrolló y obtuvo un par de patentes para reentintar cintas de máquinas de escribir, pero su comercialización no tuvo éxito. Esta fue la primera experiencia de Beckman en la dirección de una empresa y la comercialización de un producto, y aunque este primer producto fracasó, Beckman reorientó la empresa hacia otro producto. : 124–129 

## Medidor de pH

Medidor de pH Beckman modelo M

Medidor de pH portátil Beckman en uso

Sunkist Growers estaba teniendo problemas con su propio proceso de fabricación. Los limones que no se podían vender como producto vegetal se convertían en pectina o ácido cítrico, y se utilizaba dióxido de azufre como conservante. Sunkist necesitaba conocer la acidez del producto en un momento dado, y los métodos colorimétricos entonces en uso, como las lecturas con papel tornasol, no funcionaban bien porque el dióxido de azufre interfería con ellos. El químico Glen Joseph de Sunkist estaba intentando medir electroquímicamente la concentración de iones de hidrógeno en el jugo de limón, pero el dióxido de azufre dañó los electrodos de hidrógeno y los electrodos de vidrio no reactivos producían señales débiles y eran frágiles.
Joseph se dirigió a Beckman, quien le propuso que, en lugar de intentar aumentar la sensibilidad de sus mediciones, amplificara sus resultados. Beckman, familiarizado con el soplado de vidrio, la electricidad y la química, sugirió un diseño para un amplificador de tubo de vacío y acabó construyendo un aparato funcional para Joseph. El electrodo de vidrio utilizado para medir el pH se colocaba en un circuito de rejilla en el tubo de vacío, produciendo una señal amplificada que luego podía ser leída por un medidor electrónico. El prototipo resultó tan útil que Joseph solicitó una segunda unidad. Beckman vio una oportunidad y, replanteándose el proyecto, decidió crear un instrumento químico completo que pudiera transportarse fácilmente y ser utilizado por personas no especializadas. En octubre de 1934, ya había registrado la solicitud de patente US Patent nº 2.058.761 para su "acidímetro", más tarde rebautizado como pH-metro: 131  La Arthur H. Thomas Company, un conocido distribuidor nacional de instrumentos científicos con sede en Filadelfia, estaba dispuesta a intentar venderlo. Aunque su precio era caro, 195 dólares, aproximadamente el salario mensual de un profesor de química en aquella época, era mucho más barato que el coste estimado de construir un instrumento comparable a partir de componentes individuales, unos 500 dólares: 134-135 El pH-metro original pesaba casi 7 kg, pero suponía una mejora sustancial con respecto a un banco lleno de equipos delicados. El primer medidor tenía un fallo de diseño, ya que las lecturas de pH cambiaban con la profundidad de inmersión de los electrodos, pero Beckman solucionó el problema sellando el bulbo de vidrio del electrodo.
El 8 de abril de 1935, Beckman cambió el nombre de su empresa a National Technical Laboratories, reconociendo formalmente su nuevo enfoque en la fabricación de instrumentos científicos. : 131–132 La empresa alquiló habitaciones más grandes en 3330 Colorado Street, : 135 y comenzó a fabricar medidores de pH. El medidor de pH es un dispositivo importante para medir el pH de una solución y, el 11 de mayo de 1939, las ventas fueron lo suficientemente exitosas como para que Beckman dejara Caltech para convertirse en presidente a tiempo completo de los Laboratorios Técnicos Nacionales. : 142–143 En 1940, Beckman pudo obtener un préstamo para construir su propia fábrica de 12.000 pies cuadrados en South Pasadena. : 147–148 

## Espectrofotometría

### Ultravioleta

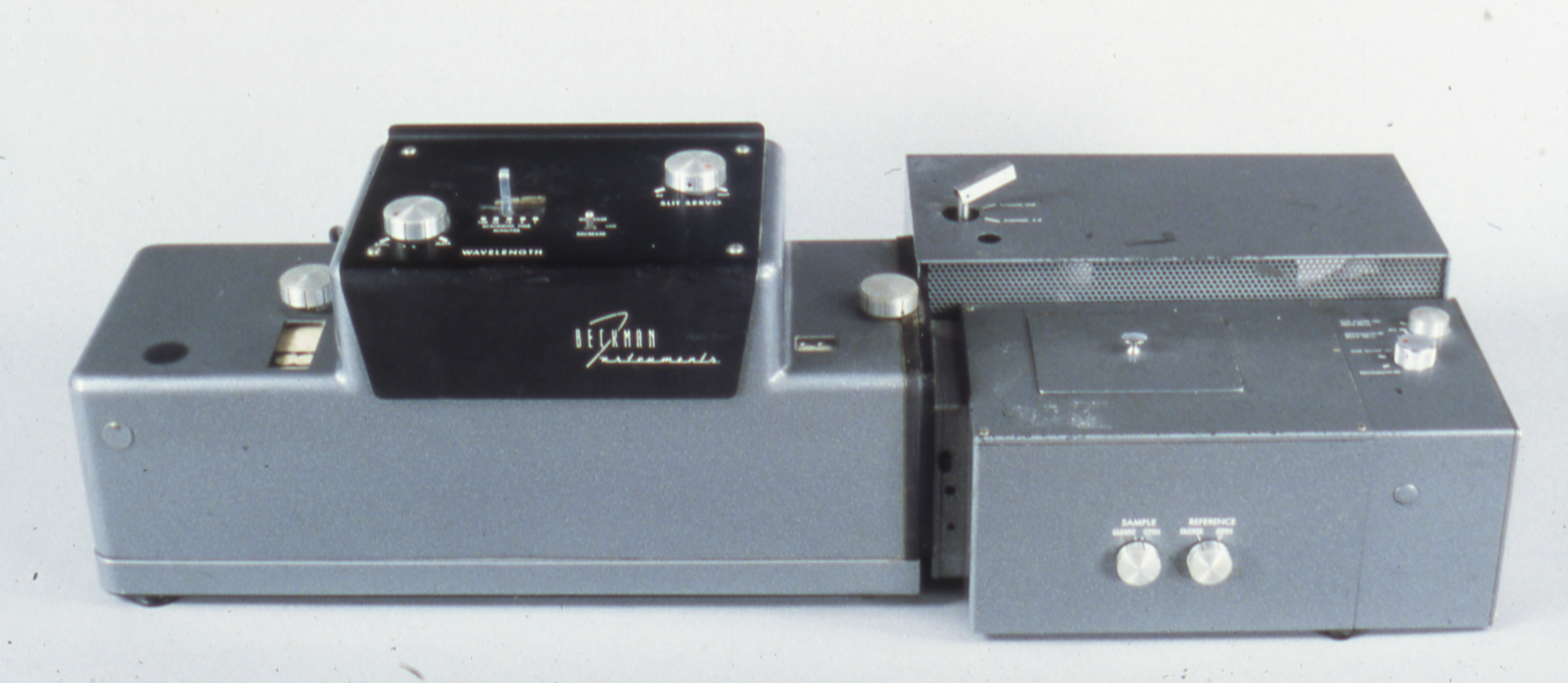
Espectrofotómetro ultravioleta Beckman DK1

Espectrofotómetro Beckman DU en uso

En 1940, el equipo necesario para medir la energía luminosa en el espectro visible podía costar a un laboratorio hasta 3.000 dólares, una cantidad enorme en aquella época. También crecía el interés por examinar los espectros ultravioleta más allá de ese rango. Al igual que Beckman había creado un único instrumento fácil de usar para medir el pH, se propuso crear un instrumento fácil de usar para la espectrofotometría. El equipo de investigación de Beckman, dirigido por Howard Cary, desarrolló varios modelos : 148–149 
Los nuevos espectrofotómetros utilizaban un prisma para separar la luz en su espectro de absorción y un fototubo para medir eléctricamente la energía luminosa a través del espectro. Con el modelo D de Beckman, más tarde conocido como espectrofotómetro DU, los National Technical Laboratories proporcionaron el primer instrumento fácil de usar que contenía los componentes ópticos y electrónicos necesarios para la espectrofotometría de absorción ultravioleta: 153 El usuario podía introducir una muestra, marcar la longitud de onda de luz deseada y leer la cantidad de absorción de esa frecuencia en un sencillo medidor. Producía espectros de absorción precisos tanto en la región ultravioleta como en la visible del espectro con relativa facilidad y precisión repetible. La Oficina Nacional de Estándares realizó pruebas para certificar que los resultados del DU eran precisos y repetibles y recomendó su uso.: 156
El espectrofotómetro DU de Beckman ha sido denominado el "modelo T" de instrumentos científicos: "Este dispositivo simplificó y agilizó para siempre el análisis químico, al permitir a los investigadores realizar una medición cuantitativa de una sustancia con una precisión del 99,9% en cuestión de minutos, en lugar de las semanas necesarias". anteriormente para resultados de sólo el 25% de precisión."  Theodore L. Brown señala que "revolucionó la medición de señales luminosas a partir de muestras". : 2 Se cita al premio Nobel Bruce Merrifield calificando el espectrofotómetro de uranio empobrecido como "probablemente el instrumento más importante jamás desarrollado para el avance de la biociencia".
El desarrollo del espectrofotómetro también tuvo una relevancia directa para el esfuerzo bélico. Por ejemplo, se estaba estudiando el papel de las vitaminas en la salud, y los científicos querían identificar alimentos ricos en vitamina A para mantener sanos a los soldados. Los métodos anteriores consistían en alimentar a las ratas durante varias semanas y, a continuación, realizar una biopsia para calcular los niveles de vitamina A. El espectrofotómetro DU ofrecía mejores resultados en cuestión de minutos. El espectrofotómetro de uranio empobrecido también fue una herramienta importante para los científicos que estudiaban y producían el nuevo medicamento milagroso, la penicilina. Al final de la guerra, las empresas farmacéuticas estadounidenses producían 650.000 millones de unidades de penicilina al mes. Gran parte del trabajo realizado en este campo durante la Segunda Guerra Mundial se mantuvo en secreto hasta después de la guerra.

### Infrarrojo
Beckman y su empresa participaron en varios proyectos secretos. Había una escasez crítica de caucho, que se utilizaba en neumáticos de jeeps y aviones y en tanques. Las fuentes naturales del Lejano Oriente no estaban disponibles debido a la guerra, y los científicos buscaban un sustituto sintético fiable. La Oficina de la Reserva del Caucho se puso en contacto con Beckman para desarrollar un espectrofotómetro de infrarrojos que ayudara en el estudio de sustancias químicas como el tolueno y el butadieno. La Oficina de la Reserva del Caucho se reunió en secreto en Detroit con Robert Brattain, de la Shell Development Company, Arnold O. Beckman y R. Bowling Barnes, de American Cyanamid. Se pidió a Beckman que produjera en secreto un centenar de espectrofotómetros de infrarrojos para uso de los científicos autorizados del gobierno, basándose en un diseño para un espectrofotómetro de haz único que ya había sido desarrollado por Robert Brattain para Shell: 163 El resultado fue el espectrofotómetro IR-1 de Beckman.
En septiembre de 1942, se estaba enviando el primero de los instrumentos. Se fabricaron aproximadamente 75 IR-1 entre 1942 y 1945 para su uso en el esfuerzo estadounidense de caucho sintético. A los investigadores no se les permitió publicar ni discutir nada relacionado con las nuevas máquinas hasta después de la guerra. Otros investigadores que se dedicaban de forma independiente al desarrollo de la espectrometría infrarroja pudieron publicar y desarrollar instrumentos durante este tiempo sin verse afectados por restricciones de secreto.
Beckman continuó desarrollando el espectrofotómetro de infrarrojos después del lanzamiento del IR-1. Ante una dura competencia, en 1953 decidió seguir adelante con un rediseño radical del instrumento. El resultado fue el IR-4, que podía funcionar utilizando un haz de luz infrarroja simple o doble. : 165 Esto permitía al usuario realizar al mismo tiempo la medición de referencia y la medición de la muestra. : 163 

## Otros proyectos secretos

### Helipot

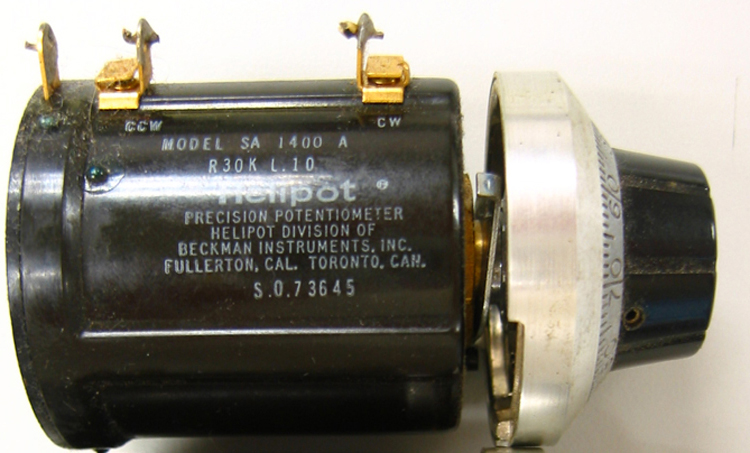
Potenciómetro Beckman Helipot SA1400A

Microcircuitos de helipot, 1966

Al mismo tiempo que se acercaron a Beckman sobre la espectrometría infrarroja, Paul Rosenberg se puso en contacto con él. Rosenberg trabajó en el Laboratorio de Radiación del MIT. Este laboratorio formaba parte de una red secreta de institutos de investigación de Estados Unidos y Gran Bretaña que trabajaban en el desarrollo de radares. El proyecto se interesó por Beckman debido a la alta calidad de los mandos de ajuste o "potenciómetros" que se utilizaban en sus medidores de pH. Beckman había registrado el diseño de los mandos de los medidores de pH con el nombre de "helipot", que significa "potenciómetro helicoidal". Rosenberg había descubierto que el helipot era más preciso, por un factor de diez, que otros botones. Sin embargo, para su uso en aviones, barcos o submarinos en continuo movimiento, que podrían ser atacados, sería necesario un nuevo diseño para garantizar que los mandos pudieran resistir los choques y las vibraciones.
Beckman no podía explicar a sus empleados las razones del rediseño, y éstos no estaban especialmente interesados en el problema. En lugar de utilizar un alambre enrollado alrededor de una bobina, con la presión de un pequeño muelle para crear un único punto de contacto, rediseñó el pomo para que tuviera una ranura continua, en la que estaba contenido el punto de contacto. De este modo, el punto de contacto podía moverse de forma suave y continua, y no podía salirse del contacto. El Helipot modelo A de Beckman fue muy solicitado por los militares. En el primer año de su producción, sus ventas llegaron a representar el 40% de los ingresos de la empresa. Beckman creó una empresa independiente, la Helipot Corporation, para hacerse cargo de la fabricación de componentes electrónicos.: 167-175

### Medidor de oxígeno Pauling

Analizador de oxígeno Beckman D2 en uso con el paciente, ca. década de 1950

Medidor de oxígeno Beckman modelo D, basado en el diseño de Pauling, en uso con incubadora infantil

Linus Pauling en Caltech también trabajaba en secreto para el ejército. El Comité de Investigación de la Defensa Nacional convocó una reunión el 3 de octubre de 1940, queriendo un instrumento que pudiera medir de forma fiable el contenido de oxígeno en una mezcla de gases, para poder medir las condiciones de oxígeno en submarinos y aviones. Pauling diseñó para ellos el oxímetro Pauling. En un principio, Holmes Sturdivant, ayudante de Pauling, se puso en contacto con Beckman para que le suministrara las cajas del medidor, pero pronto le pidieron que fabricara el instrumento completo.
Si bien la junta directiva del Laboratorio Técnico Nacional no estaba dispuesta a apoyar el proyecto secreto, cuyos detalles no podían revelar, acordaron que Beckman era libre de seguirlo de forma independiente. Beckman creó una segunda empresa derivada, Arnold O. Beckman, Inc., para su fabricación. : 180–185 Crear el medidor de oxígeno fue un desafío técnico que implicó la creación de pequeñas mancuernas de vidrio de alta precisión. Beckman creó una pequeña máquina de soplado de vidrio que generaba una bocanada de aire medida con precisión para crear las bolas de vidrio. : 185–186 
Después de la guerra, Beckman desarrolló analizadores de oxígeno para otro mercado. Se utilizaron para controlar las condiciones en las incubadoras de bebés prematuros. Los médicos de la Universidad Johns Hopkins los utilizaron para determinar recomendaciones sobre niveles saludables de oxígeno para las incubadoras. : 185–186 

### Proyecto Manhattan
Los instrumentos Beckman también fueron utilizados por el Proyecto Manhattan. Los científicos del proyecto intentaban desarrollar instrumentos para medir la radiación en cámaras de ionización cargadas eléctricamente y llenas de gas en reactores nucleares. Fue difícil obtener lecturas confiables porque las señales eran débiles. Beckman se dio cuenta de que con un ajuste relativamente menor (sustituir el electrodo de vidrio por una resistencia de carga de entrada) el medidor de pH podía adaptarse para realizar el trabajo. Como resultado, Beckman Instruments desarrolló un nuevo producto, el microamperímetro. : 175–177 
Además, Beckman desarrolló un dosímetro para medir la exposición a la radiación, para proteger al personal del proyecto Manhattan. El dosímetro era una cámara de ionización en miniatura, cargada con 170 voltios. Tenía una pequeña escala calibrada en la parte superior, cuya aguja era una fibra de cuarzo recubierta de platino. Los dosímetros también fueron fabricados por la empresa derivada de Beckman, Arnold O. Beckman, Inc. : 177–178 

## Luchando contra el smog
En la California meridional de la posguerra, incluida la zona de Pasadena donde vivían los Beckman, el smog se estaba convirtiendo en un tema de conversación cada vez más frecuente, además de una experiencia desagradable. Caracterizado por primera vez como "ataques de gas" en 1943, las sospechas recayeron sobre una variedad de posibles causas, entre ellas los botes de barro utilizados por los cultivadores de naranjas, el humo producido por las plantas industriales locales y los tubos de escape de los coches. La Cámara de Comercio de Los Ángeles era una de las organizaciones preocupadas por las posibles causas y efectos del smog, ya que estaba relacionado tanto con la industria (y el empleo) como con la calidad de vida en la zona. Beckman colaboró con la Cámara de Comercio.
En 1947, el gobernador de California, Earl Warren, firmó una ley de control de la contaminación del aire a nivel estatal, autorizando la creación de Distritos de Control de la Contaminación del Aire (APCD) en todos los condados del estado. La Cámara de Comercio de Los Ángeles le pidió a Beckman que los representara en la creación de una APCD local. Cuando se formó el nuevo APCD, le pidió a Beckman que se convirtiera en consultor científico del Oficial de Control de la Contaminación del Aire. Ocupó el cargo de 1948 a 1952.
El oficial de control de la contaminación del aire en cuestión era Louis McCabe, un geólogo con experiencia en ingeniería química. McCabe inicialmente sospechó que el smog era el resultado de la contaminación por dióxido de azufre y propuso que el condado convirtiera el presunto contaminante en fertilizante mediante un proceso costoso. Beckman no estaba convencido de que el dióxido de azufre fuera el verdadero culpable del smog de Los Ángeles. Visitó Gary, Indiana, donde se estaban tomando medidas para abordar la contaminación por dióxido de azufre, y le llamó la atención el característico olor a azufre en el aire. Al regresar, Beckman convenció a McCabe de que necesitaban buscar una causa diferente.

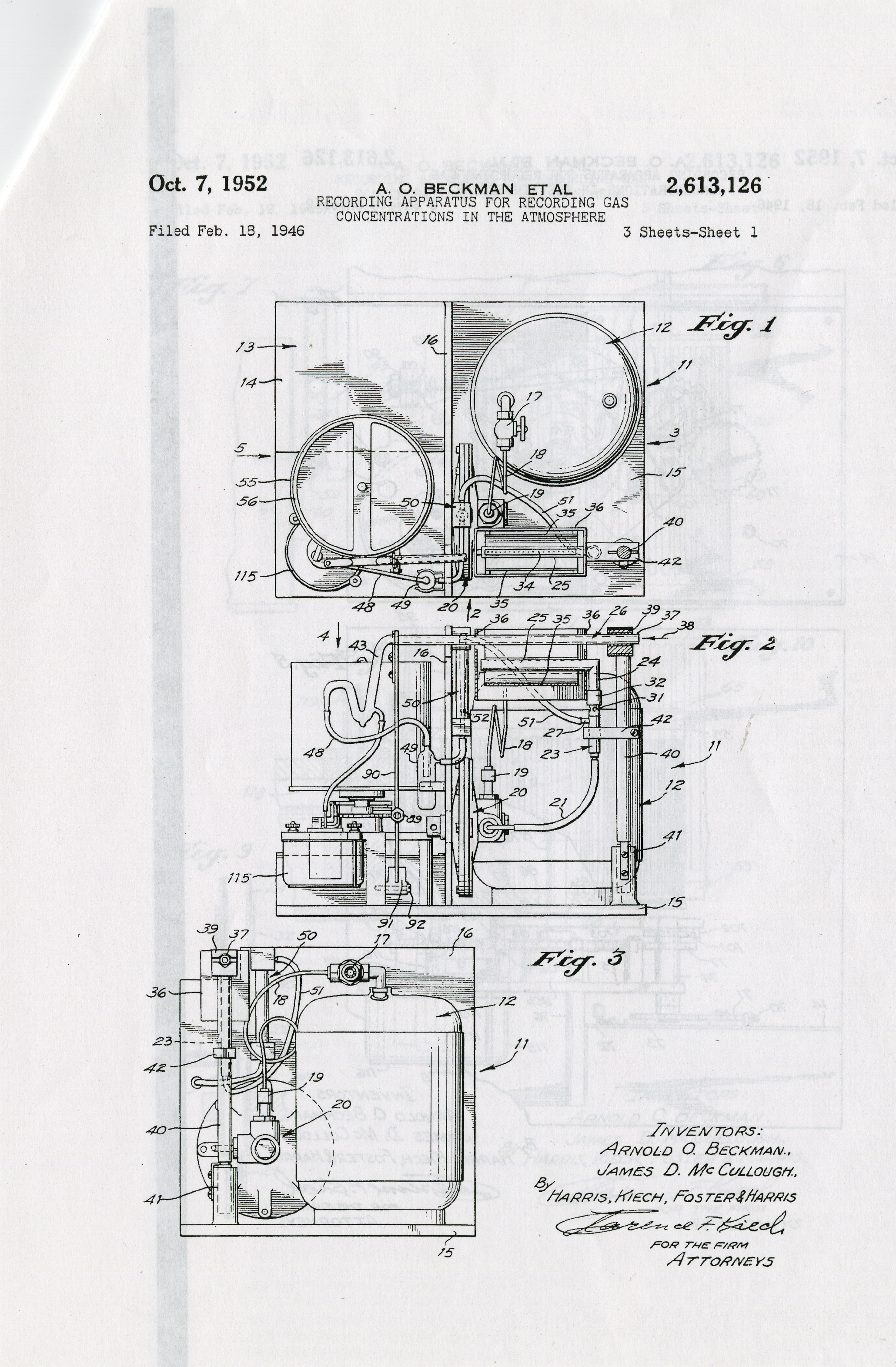
Patente 1071952, “Aparato para registrar concentraciones de gases en la atmósfera”

Beckman se puso en contacto con un profesor de Caltech que estaba trabajando en el smog, Arie Jan Haagen-Smit. Desarrollaron un aparato para recolectar partículas del aire de Los Ángeles, utilizando un sistema de tubos enfriados intermitentemente con nitrógeno líquido. Haagen-Smit identificó la sustancia que recogieron como un material orgánico peroxi . Aceptó pasar un año estudiando la química del smog. Sus resultados, presentados en 1952, identificaron el ozono y los hidrocarburos de chimeneas, refinerías y escapes de automóviles como ingredientes clave en la formación de smog. : 220–224 
Mientras Haagen-Smit descubría la génesis del smog, Beckman desarrolló un instrumento para medirlo. El 7 de octubre de 1952 se le concedió una patente para un "registrador de oxígeno" que utilizaba métodos colorimétricos para medir los niveles de compuestos presentes en la atmósfera. : 224–226 Beckman Instruments finalmente desarrolló una gama de instrumentos para diversos usos en el seguimiento y tratamiento de los gases de escape de los automóviles y la contaminación del aire. Incluso produjeron "furgonetas de monitoreo de la calidad del aire", laboratorios personalizados sobre ruedas para uso del gobierno y la industria. : 224–226 
El gobernador de California, Goodwin Knight, se acercó al propio Beckman para que encabezara un Comité Especial sobre Contaminación del Aire y propusiera formas de combatir el smog. A finales de 1953, el comité hizo públicas sus conclusiones. La "Biblia Beckman" aconseja tomar medidas clave de inmediato: : 225 
- detener las fugas de vapor de refinerías y estaciones de servicio
- establecer normas para los gases de escape de los automóviles
- conversión de camiones y autobuses diésel a propano.
- pedir a las industrias contaminantes que restrinjan los contaminantes o se alejen de las ciudades
- prohibir la quema de basura al aire libre
- desarrollar el transporte masivo regional

Beckman Instruments también adquirió Liston-Becker Instrument Company en junio de 1955. Fundada por Max D. Liston, Liston-Becker tenía un historial exitoso en el desarrollo de analizadores de gases infrarrojos. : 207–208 Liston desarrolló instrumentos para medir el smog y las emisiones de escape de los automóviles, esenciales para los intentos de mejorar la calidad del aire de Los Ángeles en la década de 1950.
Beckman ayudó a crear la Air Pollution Foundation, una organización sin fines de lucro para apoyar la investigación sobre la búsqueda de soluciones al smog y educar al público sobre cuestiones científicas relacionadas con el smog. : 225 
En 1954, se convirtió en miembro de la junta directiva de la Cámara de Comercio de Los Ángeles y presidente de su Comité de Contaminación del Aire. Abogó por reforzar los poderes de la APCD y animó a la industria, las empresas y los ciudadanos a apoyar su trabajo: 226 Ayudó a la Cámara de Comercio a desarrollar un enfoque unificado para controlar el smog, emitir alertas de smog y abordar el problema del smog. El 25 de enero de 1956 se convirtió en presidente de la Cámara de Comercio de Los Ángeles. Los dos temas clave de su mandato fueron la lucha contra el smog y el apoyo a la colaboración entre la ciencia, la tecnología, la industria y la educación locales. : 227 
Beckman reconoció que la calidad del aire no mejoraría de la noche a la mañana. Su trabajo con la calidad del aire continuó durante años y atrajo la atención nacional. En 1967, Beckman fue nombrado miembro de la Junta Federal de Calidad del Aire por un período de cuatro años por el presidente Richard Nixon. : 228 

## Electrónica
John J. Murdock poseía importantes acciones de National Technical Laboratories. Él y Arnold Beckman firmaron un acuerdo de opción de compra de acciones por el que Beckman podía adquirir las acciones de NTL de Murdock de su patrimonio tras su fallecimiento. Cuando Murdock murió en 1948, Beckman pudo obtener una participación mayoritaria en la empresa. : 195–196 El 27 de abril de 1950, National Technical Laboratories pasó a llamarse Beckman Instruments, Incorporated . En 1952, Beckman Instruments se convirtió en una empresa que cotizaba en bolsa en la Bolsa de Nueva York, generando nuevo capital para su expansión, incluida la expansión en el extranjero. : 197, 232–233 

### Cermets
Helipot Corporation, la empresa derivada que Beckman había creado cuando el consejo de NTL tenía dudas sobre la electrónica, se reincorporó a Beckman Instruments y se convirtió en la División Helipot en 1958. Los investigadores de Helipot experimentaban con cermets, materiales compuestos fabricados mezclando cerámica y metales. Los potenciómetros fabricados con cermet en lugar de metal eran más resistentes al calor, aptos para su uso a temperaturas extremas : 211 

### Centrífugas
En 1954, Beckman Instruments adquirió el fabricante de ultracentrífugas Spinco (Specialized Instruments Corp.), fundado por Edward Greydon Pickels en 1946. Esta adquisición fue la base de la división de centrífugas Spinco de Beckman. La división pasó a diseñar y fabricar una gama de ultracentrifugadoras preparatorias y analíticas

### Semiconductores
En 1955, William Shockley se puso en contacto con Beckman. Shockley, que había sido uno de los estudiantes de Beckman en Caltech, dirigió el programa de investigación de Bell Labs sobre tecnología de semiconductores. Los semiconductores eran, en algunos aspectos, similares al cermet. Shockley quería crear una nueva empresa y le pidió a Beckman que formara parte de la junta. Después de una discusión considerable, Beckman se involucró más estrechamente: él y Shockley firmaron una carta de intención para crear el Laboratorio de Semiconductores Shockley como una subsidiaria de Beckman Instruments, bajo la dirección de William Shockley. El nuevo grupo se especializaría en semiconductores, comenzando con la producción automatizada de transistores de difusión. : 237–241 
Debido a que la anciana madre de Shockley vivía en Palo Alto, Shockley quería establecer el laboratorio en la cercana Mountain View, California. Frederick Terman, rector de la Universidad de Stanford, ofreció a la empresa espacio en el nuevo parque industrial de Stanford. La empresa se fundó en febrero de 1956, el mismo año en que Shockley recibió el Premio Nobel de Física junto con John Bardeen y Walter Houser Brattain "por sus investigaciones sobre semiconductores y su descubrimiento del efecto transistor". Shockley Semiconductor Laboratory fue el primer establecimiento que trabajó en dispositivos semiconductores de silicio en lo que llegó a conocerse como Silicon Valley.
Shockley, sin embargo, carecía de experiencia en gestión empresarial e industrial. Además, decidió que el laboratorio investigaría un invento propio, el diodo de cuatro capas, en lugar de desarrollar el transistor de silicio difuso que él y Beckman habían acordado. Sus ingenieros aseguraron a Beckman que las ideas científicas en las que se basaba el proyecto de Shockley seguían siendo sólidas. Cuando los miembros del laboratorio de Shockley recurrieron a él, Beckman prefirió no interferir en su gestión. En 1957, ocho destacados científicos, entre ellos Gordon Moore y Robert Noyce, abandonaron el grupo de Shockley para formar una empresa competidora, Fairchild Semiconductor, que desarrollaría con éxito transistores de silicio. En 1960, Beckman vendió la filial de Shockley a la Clevite Transistor Company, poniendo fin a su relación formal con los semiconductores. No obstante, Beckman había sido un patrocinador esencial de la nueva industria en sus etapas iniciales. : 237–250 

### Computadoras y automatización

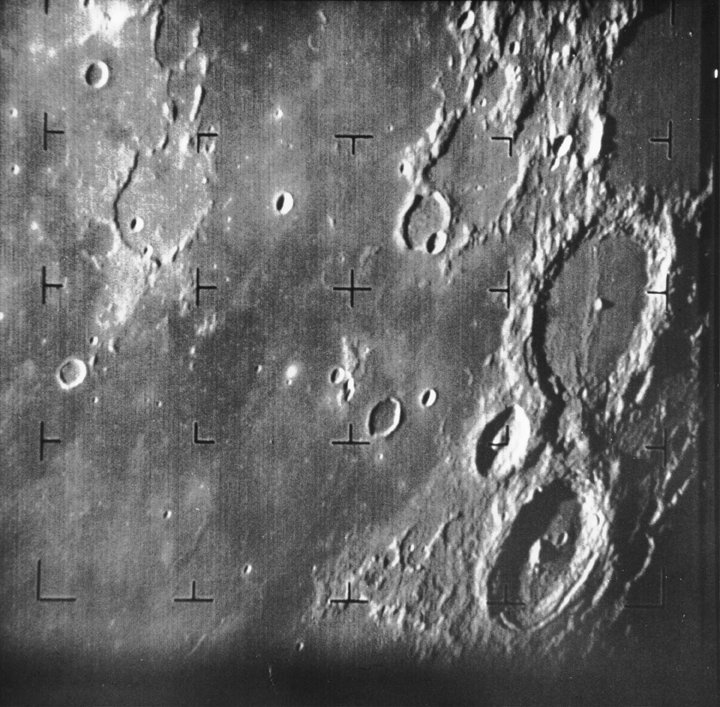
La primera fotografía de la Luna tomada por una nave espacial estadounidense, la Ranger 7, el 31 de julio de 1964.

Beckman también vio que los ordenadores y la automatización ofrecían un sinfín de oportunidades para la integración en instrumentos y el desarrollo de nuevos instrumentos. Beckman Instruments compró Berkeley Scientific Company en la década de 1950, y más tarde creó una División de Sistemas dentro de Beckman Instruments "para desarrollar y construir sistemas de datos industriales para la automatización". Berkeley desarrolló el ordenador analógico EASE, y en 1959 Beckman tenía contratos con importantes empresas de los sectores aeroespacial, espacial y de defensa, como Boeing Aerospace, Lockheed Aircraft, North American Aviation y Lear Siegler. La División de Sistemas de Beckman también desarrolló sistemas informáticos especializados para manejar grandes volúmenes de datos telemétricos de radio procedentes de satélites y naves espaciales sin tripulación. Entre ellos se incluyen sistemas para procesar fotografías de la Luna, tomadas por la nave espacial Ranger de la NASA. : 252–258 

## Filantropía
La década de 1960 fue una época de cambios para los Beckman. Mabel se enamoró de una casa junto al mar en Corona del Mar cerca de Newport Beach, California. Compraron la casa en 1960, la renovaron y vivieron allí juntos hasta la muerte de Mabel en 1989.
Beckman también decidió retirarse. Él y su esposa Mabel se volvieron cada vez más activos como filántropos, con la intención declarada de donar su riqueza personal antes de morir. En 1964, se le pidió a Beckman que se convirtiera en presidente de la junta directiva de Caltech y aceptó el puesto. : 275 Había sido miembro de la junta desde 1953. : 279 En 1965, se retiró como presidente de Beckman Instruments y pasó a ser presidente de su junta directiva. : 276 El 23 de noviembre de 1981 acordó vender la empresa, que luego se fusionó con SmithKline para formar SmithKline Beckman. : 308–309 
La primera donación filantrópica importante de los Beckman fue a Caltech. Al apoyar a Caltech, ampliaron la relación a largo plazo que Beckman había iniciado como estudiante en Caltech y continuó como maestro y administrador. En 1962, financiaron la construcción de una sala de conciertos, el Auditorio Beckman, diseñado por el arquitecto Edward Durrell Stone. : 289–290  Durante varios años, también apoyaron al Instituto Beckman, el Auditorio Beckman, el Laboratorio Beckman de Ciencias del Comportamiento y el Laboratorio Beckman de Síntesis Química en el Instituto de Tecnología de California. En palabras del presidente emérito de Caltech, David Baltimore, Beckman "ha dado forma al destino de Caltech". Los Beckman también figuran en el Instituto Beckman de Ciencia y Tecnología Avanzadas y en el Cuadrángulo Beckman de la Universidad de Illinois Urbana-Champaign.
La Fundación Arnold y Mabel Beckman se constituyó en septiembre de 1977. : 317 En el momento de la muerte de Beckman, la Fundación había donado más de 400 millones de dólares a diversas organizaciones benéficas y organizaciones. En 1990, fue considerada una de las diez fundaciones más importantes de California, según las donaciones anuales. Las donaciones se destinaron principalmente a científicos y causas científicas, así como al alma mater de Beckman. Se le cita diciendo: "Acumulé mi riqueza vendiendo instrumentos a científicos... así que pensé que sería apropiado hacer contribuciones a la ciencia, y esa ha sido mi pauta número uno para la caridad".
En la década de 1980, financiaron cinco centros importantes:
- Beckman Research Institute (BRI) en el Centro Médico Nacional City of Hope en Duarte, California, Estados Unidos .[30]
- Beckman Laser Institute, Universidad de California, Irvine, en Irvine, California[31]
- Instituto Beckman de Ciencia y Tecnología Avanzadas de la Universidad de Illinois Urbana-Champaign[32]
- Centro Beckman de Medicina Molecular y Genética de la Universidad de Stanford, Stanford, California[33]
- Instituto Beckman, Instituto de Tecnología de California, Pasadena, California[34]

Los Beckman también donaron a:
- El Centro Arnold y Mabel Beckman para la Historia de la Química de la Chemical Heritage Foundation (ahora el Science History Institute ), Filadelfia, Pensilvania
- El Centro Arnold y Mabel Beckman de las Academias Nacionales de Ciencias e Ingeniería, en Irvine, CA (1988)
- Programa MBA de la Escuela de Negocios y Gestión de la Universidad Pepperdine (1988)[35]

Después de la muerte de Mabel en 1989, Arnold Beckman reorganizó la fundación para continuar a perpetuidad y desarrolló nuevas iniciativas para las donaciones de la fundación.
La mejora de la enseñanza de las ciencias se convirtió en uno de sus principales objetivos. A partir de 1998, la Fundación ha aportado más de 23 millones de dólares para apoyar la educación científica práctica y basada en la investigación en los distritos escolares del condado de Orange, California, estimulando a las escuelas a integrar la ciencia en el plan de estudios de K-6 como asignatura básica.
Arnold Beckman ideó los programas Beckman Scholars y Beckman Young Investigators para apoyar a los jóvenes científicos a nivel universitario. Cada año, la Fundación Beckman selecciona una lista de universidades y facultades, cada una de las cuales elige a un estudiante de su institución para el Programa Beckman Scholars. El Programa de Jóvenes Investigadores Beckman ofrece apoyo a la investigación a profesores prometedores en las primeras etapas de sus carreras académicas en las ciencias químicas y de la vida, en particular a aquellos cuyo trabajo implique métodos, instrumentos y materiales que puedan abrir nuevas vías de investigación en la ciencia. En 2017, se puso en marcha el premio Beckman Postdoctoral Fellows, destinado igualmente a apoyar a jóvenes promesas del postdoctorado en sus investigaciones sobre química o instrumentación química.
La Fundación Arnold y Mabel Beckman también apoya la investigación de la visión a través de su Iniciativa Beckman de Investigación Macular y el Premio Beckman-Argyros de Investigación de la Visión. Entre las actividades subvencionadas figuran la investigación de la cirugía láser y la degeneración macular.

Arnold Beckman murió el 18 de mayo de 2004, a la edad de 104 años, en un hospital de La Jolla, California. Mabel y Arnold Beckman están enterrados bajo una sencilla lápida en el cementerio West Lawn en Cullom, Illinois, el pequeño pueblo donde nació.

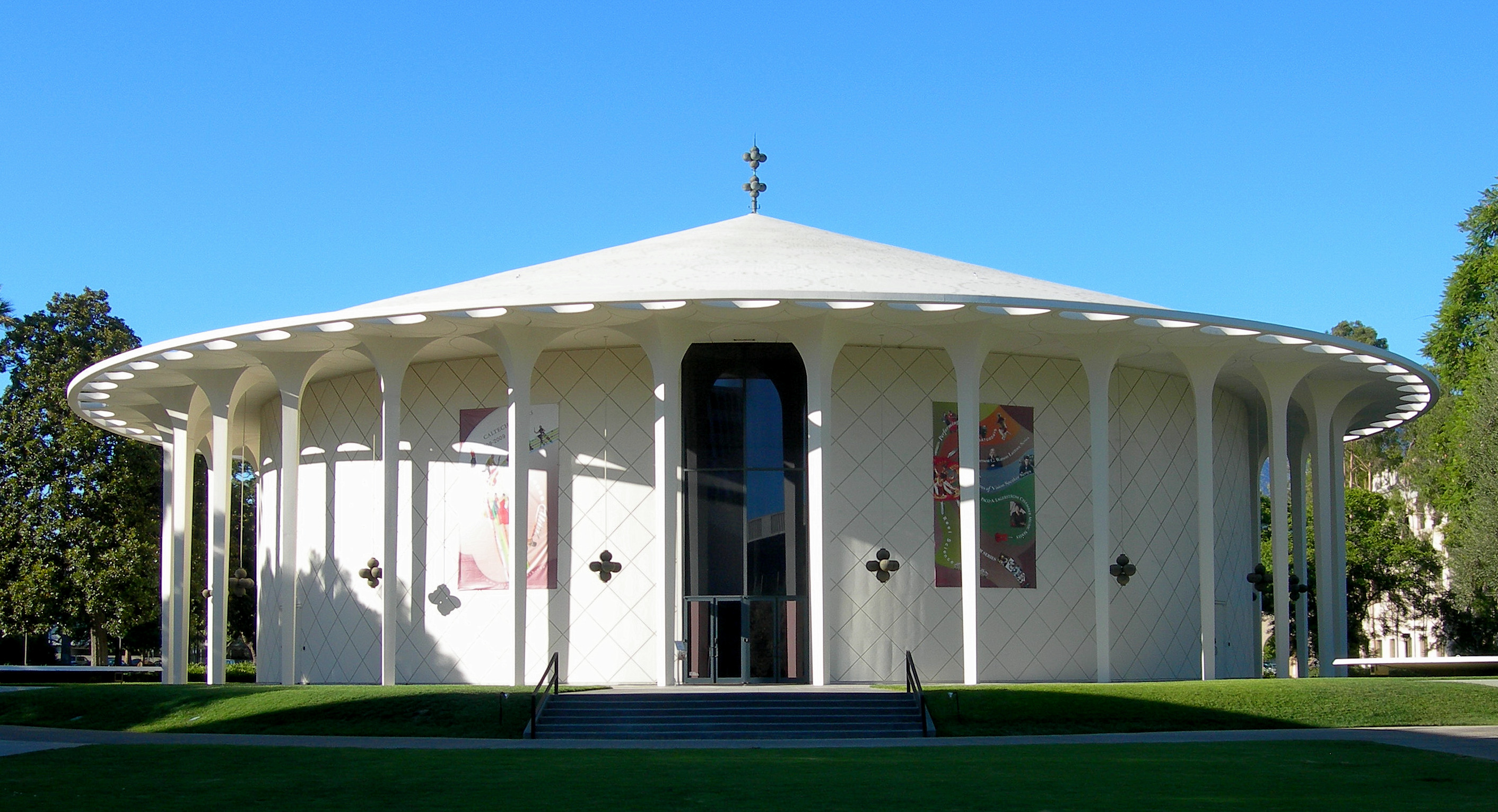
Auditorio Beckman, Instituto Tecnológico de California
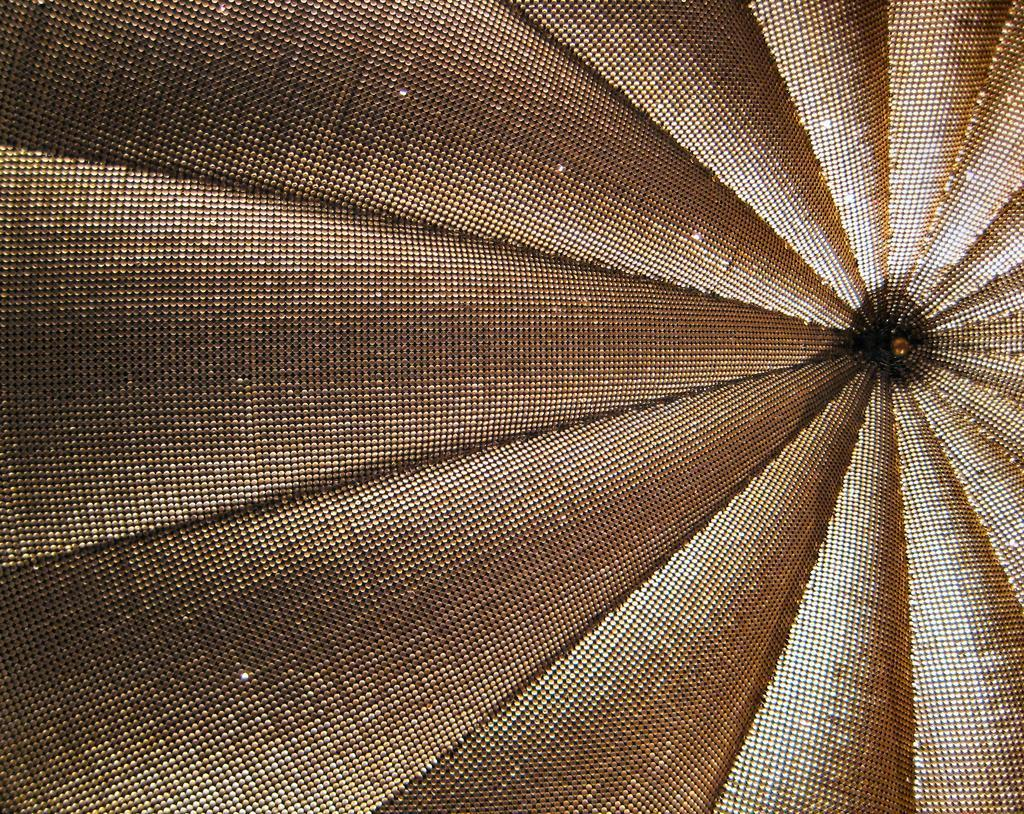
Techo del Auditorio Beckman, especialmente diseñado por sus propiedades acústicas
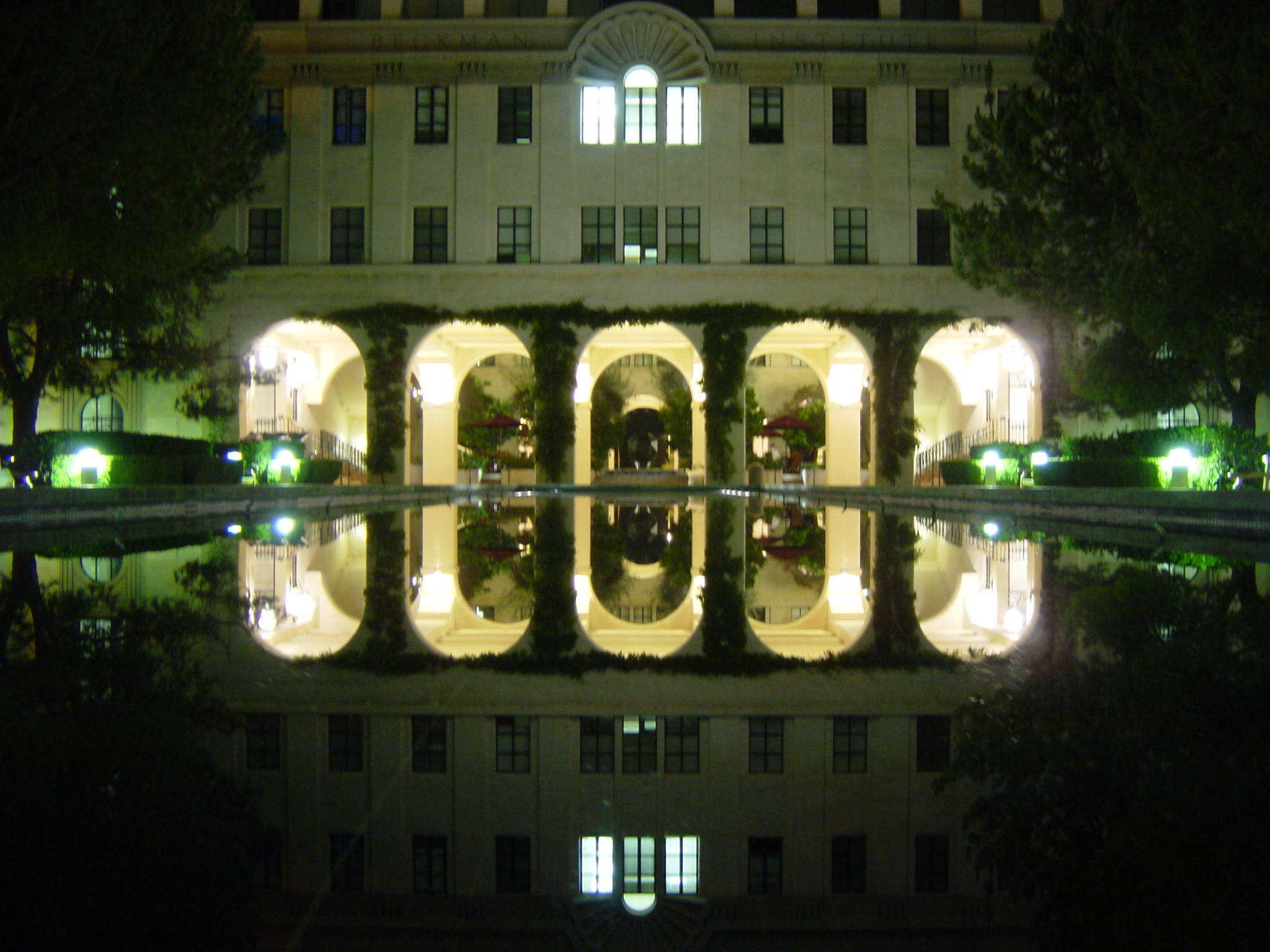
Instituto Beckman de Caltech, reflejado en el agua

## Premios y distinciones

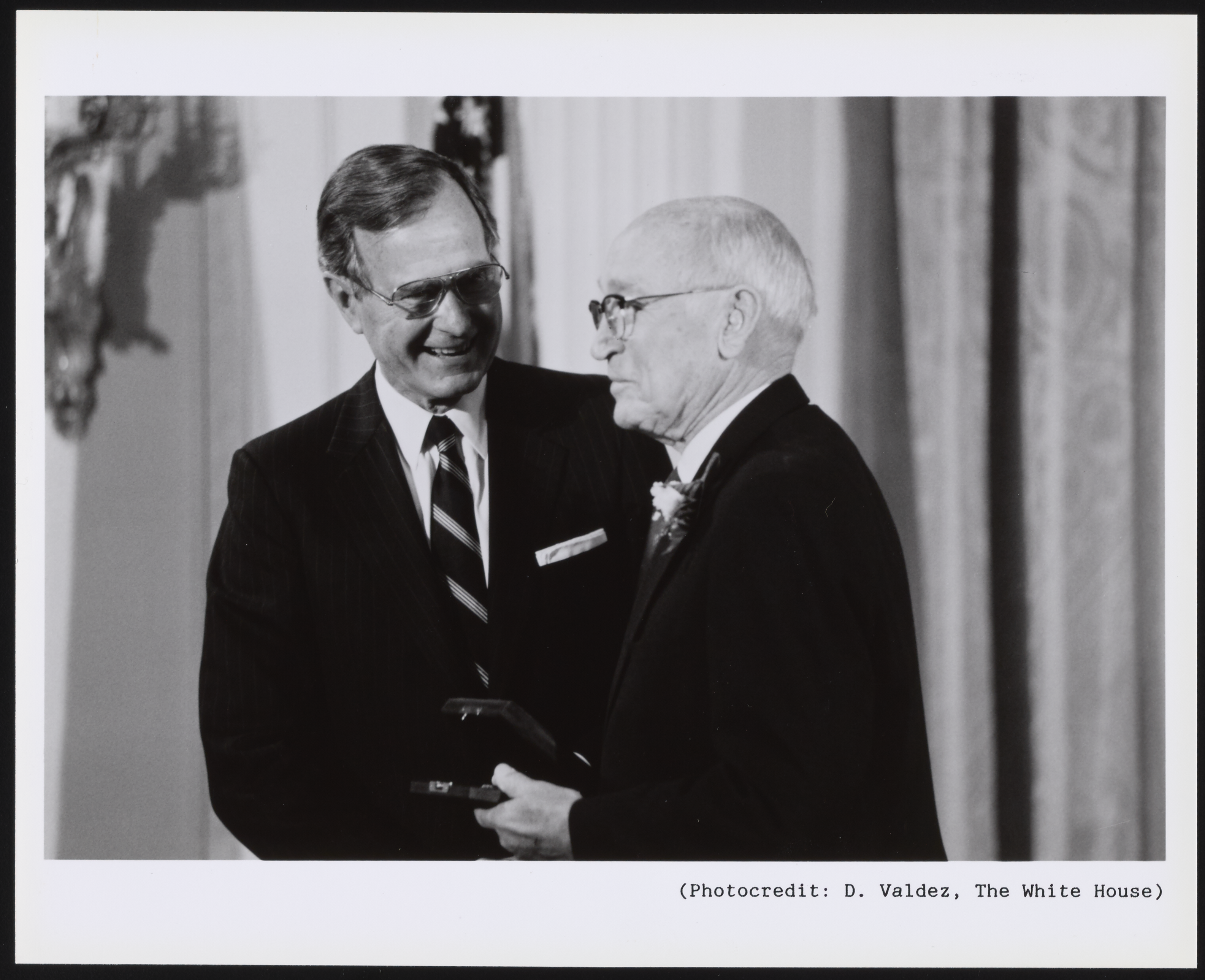
Medalla Nacional de Tecnología, otorgada a Beckman por el presidente George HW Bush, 1989

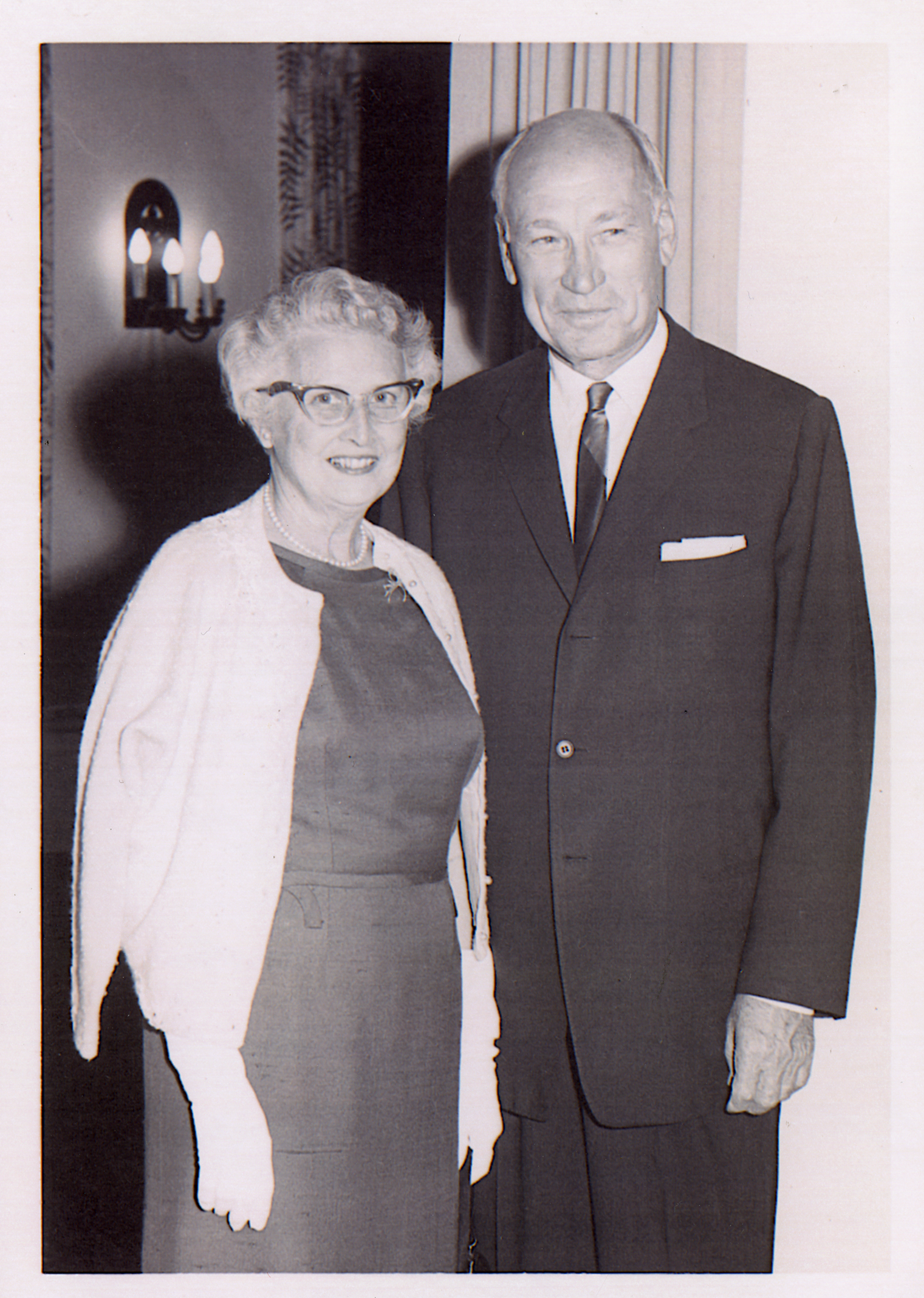
Mabel y Arnold Beckman

En 1971, Beckman recibió el título honorífico de Doctor en Ciencias del Whittier College.
Arnold Beckman fue elegido miembro de la Academia Estadounidense de Artes y Ciencias en 1976. En 1982 recibió el premio Golden Plate de la American Academy of Achievement . Beckman fue incluido en el Salón de la Fama Empresarial de EE. UU. Junior Achievement en 1985. En 1987, fue incluido en el Salón de la Fama Nacional de Inventores en Akron, Ohio . En 2004 recibió el premio Lifetime Achievement Award.
En 1989, Beckman recibió el premio Charles Lathrop Parsons al servicio público de la American Chemical Society . Fue incluido en el Salón de la Fama Alpha Chi Sigma en 1996. En 2000, recibió una Edición Especial Milenio de la Medalla de Oro Othmer de la Chemical Heritage Foundation en reconocimiento a sus contribuciones multifacéticas al patrimonio químico y científico.
Beckman recibió la Medalla Nacional de Tecnología en 1988. Es el más alto honor que Estados Unidos puede conferir a un ciudadano estadounidense por logros relacionados con el progreso tecnológico. El presidente George HW Bush entregó a Beckman la Medalla Nacional de la Ciencia en 1989, "por su liderazgo en el desarrollo de instrumentación analítica y por su profunda y una preocupación constante por la vitalidad de la empresa científica de la nación". Anteriormente había sido reconocido por la administración Reagan como uno de los aproximadamente 30 ciudadanos que recibieron la Medalla Presidencial de Ciudadanos de 1989 por sus ejemplares actos de servicio.
Beckman recibió la Orden de Lincoln, el más alto honor del estado de Illinois, por la Academia Lincoln de Illinois, en 1991. : 74 
Beckman recibió la Medalla de Bienestar Público de la Academia Nacional de Ciencias en 1999.
El asteroide 3737 Beckman recibió su nombre de Arnold O. Beckman en 1983.
La escuela secundaria Arnold O. Beckman en Irvine, California, que se centra en la educación científica, recibió su nombre en honor a Arnold O. Beckman. Sin embargo, Beckman no la financió.
La exposición Beckman Coulter Heritage, que analiza el trabajo de los científicos Arnold Beckman y Wallace Coulter, está ubicada en la sede de Beckman Coulter en Brea, California .